# Soraya (cantante)
Soraya, nome d'arte di Soraya Raquel Lamilla Cuevas (Point Pleasant, 11 marzo 1969 – Miami, 10 maggio 2006), è stata una cantautrice, chitarrista e arrangiatrice statunitense di origine colombiana.

## Biografia
Il suo primo album, intitolato En esta noche / On Nights Like This, in lingua spagnola ed inglese, debuttò nel 1996. Nell'ottobre del 1997 uscì il secondo album Torre de marfil / Wall of Smiles. Nel maggio del 2000 uscì il terzo album Cuerpo y alma / I’m Yours.
A soli 31 anni le fu diagnosticato il cancro al seno in stadio avanzato. Di cancro al seno erano morte la nonna, una zia e la madre. Dopo un periodo di inattività, tra il 2000 e il 2002, riprese l'attività musicale con notevole successo. Morì nel 2006 per un peggioramento dovuto al suo male.

## Discografia
- 1996 – En esta noche/On Nights like This
- 1997 – Torre de Marfil/Wall of Smiles
- 2000 – Cuerpo y Alma/I'm Yours
- 2003 – Soraya
- 2005 – El otro lado de mí